# 뇌관류압
뇌관류압(cerebral perfusion pressure, CPP)은 뇌로의 뇌혈류(뇌 관류)를 유발하는 순압력 기울기이다. 압력이 너무 낮으면 뇌 조직이 허혈(혈류가 부족함)이 될 수 있고, 너무 높으면 두개내압(intracranial pressure, ICP)이 상승할 수 있으므로 좁은 범위 내에서 유지해야 한다.

## 같이 보기
- 돌창자
- 관류